# АБ Аргир
«АБ Аргир» — фарерський футбольний клуб. Заснований у 1973 році. Виступає на стадіоні «Аргір», що вміщає 2 000 глядачів. Найкращим результатом клубу в чемпіонаті є шосте місце в 2009 році.